# Thượng Miến
Thượng Miến (tiếng Anh: Upper Burma) là tên gọi của thực dân Anh gọi miền Trung và miền Bắc của Myanmar ngày nay. Thượng Miến được xem là khu vực của người Miến, với nhiều Vương triều Miến thống trị ở đây. Đến nay, người Miến vẫn là cư dân chủ yếu của Thượng Miến.